# 威廉&格林
威廉&格林（Williams & Glyn）是一家曾計劃設立的銀行，包括皇家蘇格蘭銀行（RBS）在英格蘭及威爾斯的分行，以及國民西敏銀行在蘇格蘭的共計307家分行。由於RBS集團在2008年金融危機後接受英國政府大量融資，因此歐盟裁定RBS集團需剝離其部分分行設立新銀行。但2017年，歐盟表示RBS集團不必設立此新銀行。

## 外部連結
- Williams and Glyn - England and Wales
- Williams and Glyn - Scotland
- Williams and Glyn Careers
- RBS Incentivised Switching Scheme